# 人吉球磨スマートインターチェンジ
人吉球磨スマートインターチェンジ（ひとよしくまスマートインターチェンジ）は、熊本県人吉市にある九州自動車道のスマートインターチェンジである。1989年から1995年まで仮供用されていた人吉仮出入口の跡地を一部踏襲する形で建設された。本線直結型であり、利用可能車種はETC搭載の全車種で24時間運用。上下線ともに出入可である。
なお、八代JCTからえびのICの区間は、肥後トンネル、加久藤トンネルという長大トンネルに挟まれているため、危険物積載車両の通行は禁止されており、当ICから危険物積載車両の進入はできない。因みに、計画段階では開通時にこれまで南側に設置されていた人吉南バスストップも移転する見通しとなっていたが、停車するバス路線が全て廃止または通過扱いとなりバス停自体も休止状態にあるため、供用開始時点での移設は見送られた。

## 道路
- E3 九州自動車道（19-1番）

## 接続する道路

### 直接接続
- 市道 スマートインターチェンジ第1号線（上り線）
- 市道 スマートインターチェンジ第2号線（下り線）

### 間接接続
- 国道219号

## 周辺情報
- 川上哲治記念球場
- 人吉クラフトパーク石野公園（道の駅人吉）

## 歴史
- 2009年（平成21年）3月5日：「人吉・球磨スマートインターチェンジ整備促進協議会」発足[3]
- 2014年（平成26年）7月25日：新規採択[3]
- 2014年（平成26年）7月29日：国土交通大臣に連結許可申請書提出[3]
- 2014年（平成26年）8月8日：連結許可[3]
- 2018年（平成30年）7月10日：IC名称が「人吉球磨スマートIC」で正式決定[4][5]。
- 2019年（令和元年）8月10日：供用開始[1]。同日、道の駅人吉が開駅し、国土交通省の社会実験事業として、高速道路一時退出実験の試行開始[1]（ETC2.0搭載車に限定して、当スマートICで流出し、道の駅人吉に立ち寄り後、1時間以内に当スマートICから再流入して順方向に利用の場合、目的地まで高速道路を降りずに利用した場合と同じ料金に調整される[1]。）。
- 2020年（令和2年）3月27日：高速道路一時退出実験の退出可能時間がそれまでの1時間以内から3時間以内に引き上げられる[6]。
- 2022年（令和4年）7月1日 : 高速道路一時退出実験の退出可能時間がそれまでの3時間以内から2時間以内に変更[7]。

## 隣
E3 九州自動車道
(19)人吉IC/TB（廃止） - (19-1)人吉球磨スマートIC - 人吉仮出入口（廃止） - えびのPA - (20)えびのIC